# Цвинтар Святого Миколая
Цвинтар Святого Миколая — цвинтар у Запорізькій області поблизу Запоріжжя. Один з цвинтарів для поховань військовослужбовців України, що загинули у війни на сході України.

## Загальні дані
Розташований між селом Хортиця, селищем Високогірне Запорізького району та місцевістю Верхня Хортиця Запоріжжя.
Обслуговується спеціалізованим комунальним підприємством «Ритуальна служба» Запорізької районної ради.
Станом на березень 2011 року на цвинтарі близько 12 тисяч поховань.
Територія цвинтаря Святого Миколая цілодобово охороняється.

## Історія
Землю під цвинтар було виділено у 1998 році. До 2011 року територія цвинтаря була приватною та належала церкві Святого Миколая УПЦ МП. Після того, як з'явилася інформація про рейдерське захоплення цвинтаря, 28 січня 2011 року сесія Запорізької районної ради передала некрополь комунальному підприємству «Ритуальна служба».
У квітні 2011 року на цвинтарі створена Алея Слави ліквідаторів трагедії на Чорнобильській АЕС на 150 могил.

## Поховані на цвинтарі
- Богданов Денис Матвійович — старший солдат, сапер 37-го окремого мотопіхотного батальйону 56-ї ОМПБр. Учасник війни на сході України[3][4].
- Голуб Олег Володимирович, старший солдат 122-го батальйону, загинув під Авдіївкою.
- Дементьєв Сергій Валерійович — старший солдат, стрілець 26-ї окремої артилерійської бригади (Бердичів). Учасник війни на сході України[5].
- Прозапас Ігор Миколайович (19.12.1980-31.05.2019, псевдо: «Кіхот») — капітан ЗСУ, до того — заступник командира полку «Азов» із застосування артилерії. Учасник війни на сході України[6]
- Рева Юрій Андрійович (псевдо: «Козак») — старший солдат, гранатометник 1-ї роти 1-го механізованого батальйону 54-ї окремої механізованої бригади. Учасник війни на сході України[7][8].
- Саралідзе Гіоргі Анзорович (1977—2017, псевдо: «Гюрза-2») — молодший сержант, старший навідник гранатометного відділення протитанкового взводу роти вогневої підтримки 42-го ОМПБ «Рух Опору» 57-ї ОМПБр. Підполковник грузинської армії. Учасник війни на сході України[9].

## Проїзд
- «Цвинтар Святого Миколая — вокзал Запоріжжя II» (Маршрут № 92) — виконується 5 рейсів на день по робочих днях та 6 рейсів по вихідних днях[10].
- «Універсам — цвинтар Святого Миколая» — додатковий маршрут у День пам'яті та примирення[11].
- «Бородінський ринок — Цвинтар Св. Миколая» — додатковий маршрут у поминальні дні[12].